# Інцидент в аеропорту Окенце

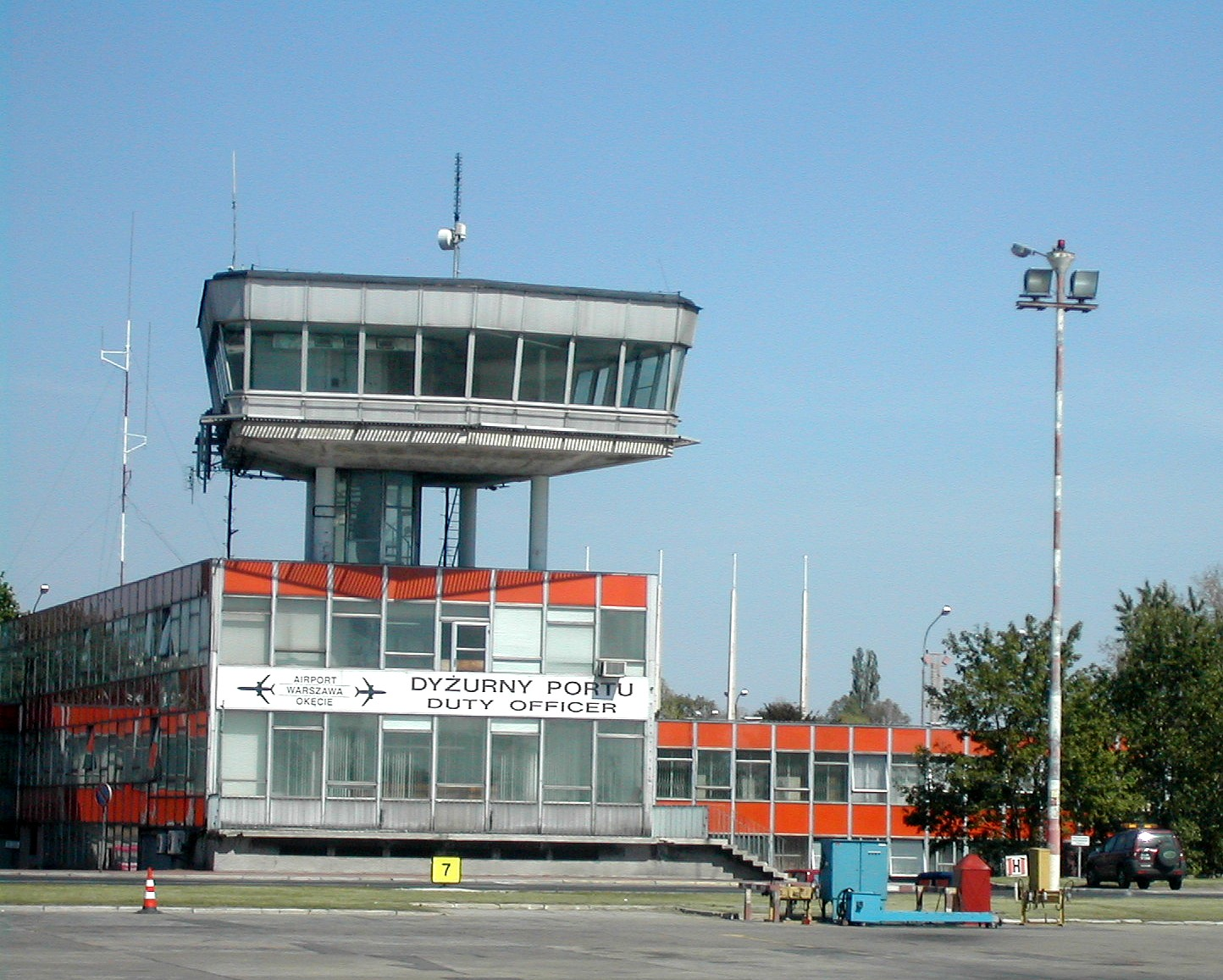
Термінальні будівлі аеропорту Окенце 1960-х років, місце кульмінації інциденту.

Інцидент в аеропорту Окенце (пол. Afera na Okęciu) — суперечка між гравцями та технічним персоналом національної збірної Польщі з футболу 29 листопада 1980 року, що почалася в готелі команди у Варшаві й досягла кульмінації в аеропорту Окенце. Як випадок непокори, коли в комуністичній Польщі посилювалися страйки та інші форми громадянського спротиву, він викликав бурхливу реакцію внутрішньої преси та призвів до відсторонення кількох відомих гравців та відставки Ришарда Кулеші, тренера команди.
Юзеф Млинарчик, воротар команди, був з похміллям, коли прийшов час виїжджати з готелю в аеропорт, оскільки не спав після ночі, проведеної в місті з другом. Кулеша та один з його асистентів, Бернард Бляут, вирішили залишити Млинарчика, що викликало обурення деяких гравців, серед яких були Станіслав Терлецький, Збіґнєв Бонек, Влодзімєж Смолярек та Владислав Жмуда. Терлецький, різко прозахідний інтелектуал з репутацією висміювача комуністичного істеблішменту, був особливо розлючений і сам відвіз Млинарчика в аеропорт, де футболісти продовжили свої протести. Зрештою, Кулеша поступився і дозволив Млинарчику поїхати з командою.
Польські ЗМІ підхопили цю історію і протягом наступних днів голосно нападали на непокірних футболістів. Тим часом Терлецький знову кинув виклик комуністичній владі, організувавши для гравців зустріч з Папою Іваном Павлом II. Польський футбольний союз відправив Терлецького, Млинарчика, Бонека і Жмуду додому і наклав на них різні заборони, які не дозволяли їм грати на міжнародному та клубному рівнях протягом наступного року. Терлецький і Бонек, зокрема, були засуджені асоціацією як непокірні «підбурювачі натовпу». Смолярек отримав більш скромну, умовну дискваліфікацію. Кулеша подав у відставку на знак протесту проти санкцій, накладених на гравців, заявивши, що вони були занадто суворими. Більшість дискваліфікованих гравців були поновлені протягом 1981 року, але не Терлецький. У червні того ж року він емігрував до США і, хоча повернувся додому через п'ять років, більше ніколи не грав за Польщу.